# À jour
Die aus dem Französischen übernommene Redewendung à jour (deutsch: auf den Tag; aber auch: im Fenster) kommt verschiedentlich auch in deutschen Texten vor.
So bedeutet in der Kontor- und Kanzleisprache „à jour sein“: die laufenden Geschäfte auf dem neuesten, tagesaktuellen Stand bearbeitet zu haben.
Auch wenn man von der Ergänzung auf den letzten Stand von fortlaufenden Texten spricht wie Rechnungsbüchern, Tagebüchern, Inventuren, kommt dieser Begriff vor. 
In Kunst und Kunsthandwerk dagegen beschreibt man mit „à jour“ bestimmte durchbrochene Arbeiten, zum Beispiel:
- bei einem Hochrelief Feinheiten, die so stark hinterschnitten sind, dass sie sich vom Grund lösen,
- im Kunsthandwerk und Kunstgewerbe, besonders bei Metallarbeiten solche Ornamente, die aus Durchbrüchen gebildet werden,
- darunter durchbrochen gearbeitete Teile an Waffen, unter anderem Gefäßteile, Scheidenbeschläge und Zierteile. Diese können der Gewichtsverringerung oder nur der Verzierung der Waffe dienen.[2]
- bei Goldschmiedearbeiten die seitlich geöffneten Edelsteinfassungen und vor allem die nur von wenigen Krallen (Krappen) „schwebend“ gehaltenen Steine, die mit ihrer Rückseite also nicht mehr auf dem Metall aufliegen.[3]
- in der Emailkunst das teilweise nicht mehr auf dem Trägermetall aufliegende, durchscheinende Email (Fensteremail, émail de pliquet à jour)
- und entsprechende Techniken des Textilhandwerks, dazu siehe den Hauptartikel Durchbrucharbeit.

Der Unterschied zwischen „Durchbrucharbeiten“ und „Ausschnittarbeiten“ wird nicht immer so streng gehandhabt, wie es gelegentlich gefordert wurde. 

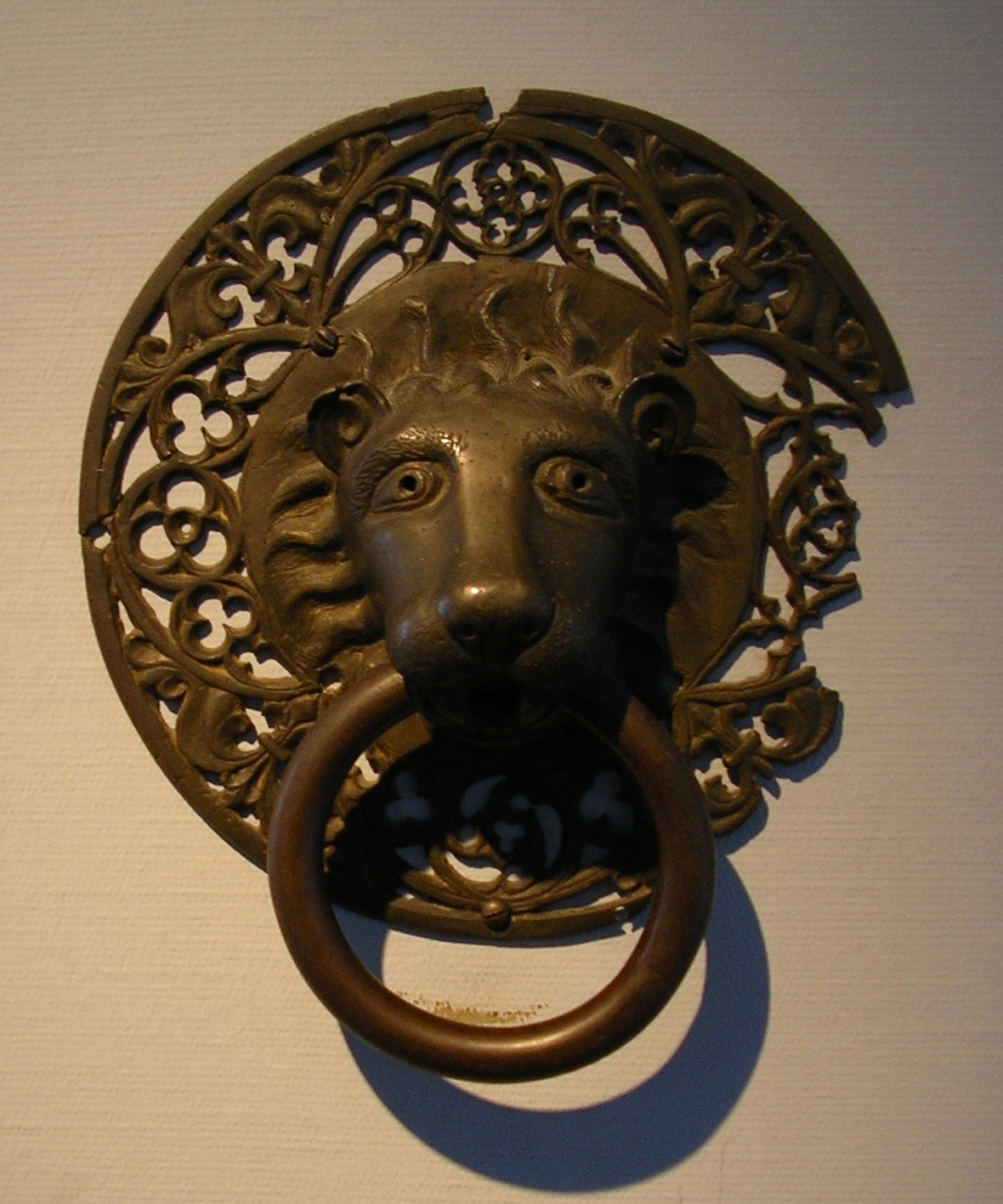
À jour gearbeitetes Ornament an einem Türzieher, Bronze, vom Rathaus in Bremen, um 1405, jetzt im Focke-Museum Bremen
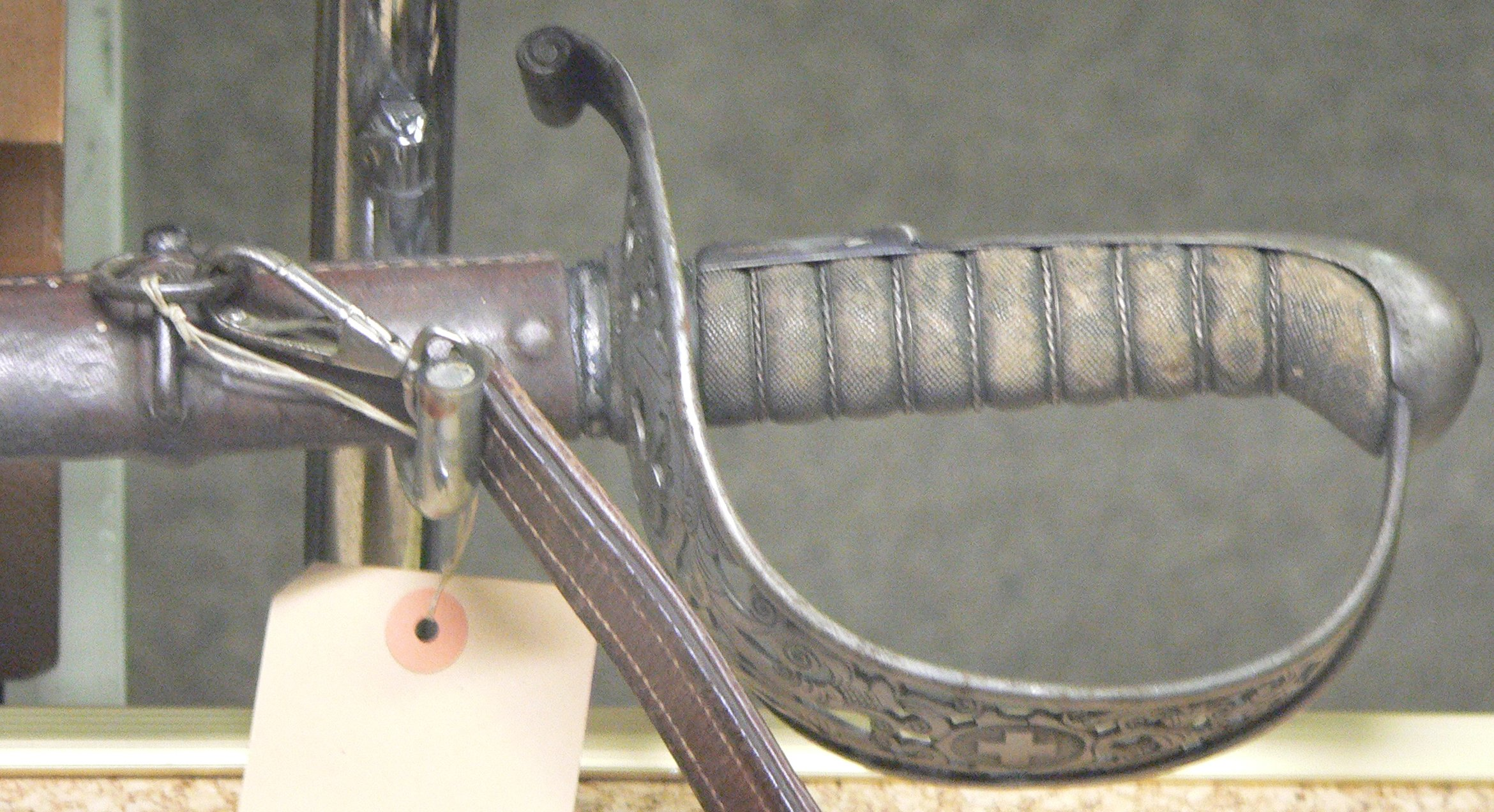
Schweizer Säbel mit Korb „à jour“
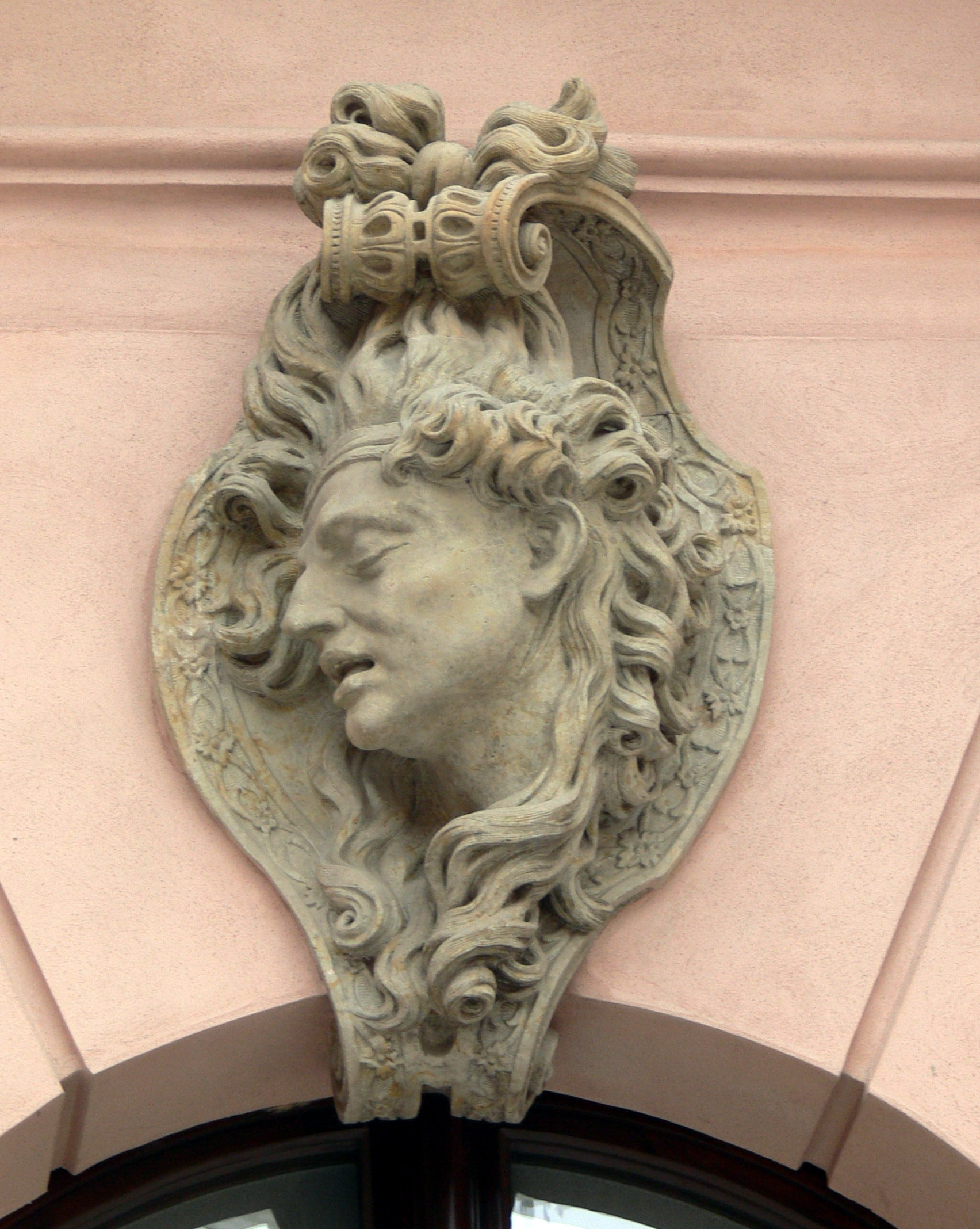
Relief mit à jour gearbeiteten Locken. Zeughaus, Berlin, „Kopf eines sterbenden Kriegers“ (1697) von Andreas Schlüter.